# الکترون نامتمرکز

بنزن شناخته‌شده‌ترین ترکیب آروماتیک با ۶ الکترون نامتمرکز.

الکترون نامتمرکز (به انگلیسی: Delocalized electron) به الکترون‌هایی در یک مولکول گفته می‌شود که متعلق به یک اتم یا پیوند خاص نیستند. این الکترون‌ها را می‌توان در سیستم‌های مزدوج و مزویونیک دید و نقش مهمی در نظریهٔ اوربیتال مولکولی دارند. الکترون‌های پیوند سیگما نیز نامتمرکزند.

## نمونه‌ها
در بنزن، ۶ اتم کربن، ۶ الکترون نامتمرکز که نتیجه پیوند پی هستند را در ساختار می‌دهند که با یک دایره در مرکز این مولکول نشان داده می‌شود. این‌که فاصلهٔ پیوندهای C-C در بنزن برابر است نیز نتیجهٔ این الکترون‌های نامتمرکز است.
در فلزها، هنگامی که الکترون‌های اوربیتال d با الکترون‌های اوربیتال s بالای خود تداخل داشته باشند، دریایی از الکترون‌های نامتمرکز در کل ساختار فلز درست می‌شود که توجیه‌گر پدیده‌هایی مانند رسانایی در فلزها هستند.
در گرافیت، هر اتم کربن می‌تواند ۳ تا از ۴ الکترون لایهٔ ظرفیت خود را در پیوند کووالانسی شرکت دهد و از این ۳ الکترون، یکی به صورت نامتمرکز خواهد بود که می‌تواند درون صفحه‌های گرافیت (و نه عمود بر صفحه‌ها) حرکت کند، از اینرو گرافیت در جهت برون‌صفحه رسانا و در جهت عمود بر صفحه‌هایش نارساناست. در الماس هر ۴ الکترون کربن متمرکزند و از این‌رو الماس نارساناست.